# 查爾斯敦 (新罕布什爾州普查規定居民點)
查爾斯敦（英語：Charlestown）是位於美國新罕布什爾州沙利文縣的普查規定居民點。

## 人口
根據2020年美國人口普查的數據，查爾斯敦的面積為2.59平方千米，當中陸地面積為2.47平方千米，而水域面積為0.12平方千米。當地共有人口1078人，而人口密度為每平方千米416.22人。